# 磚

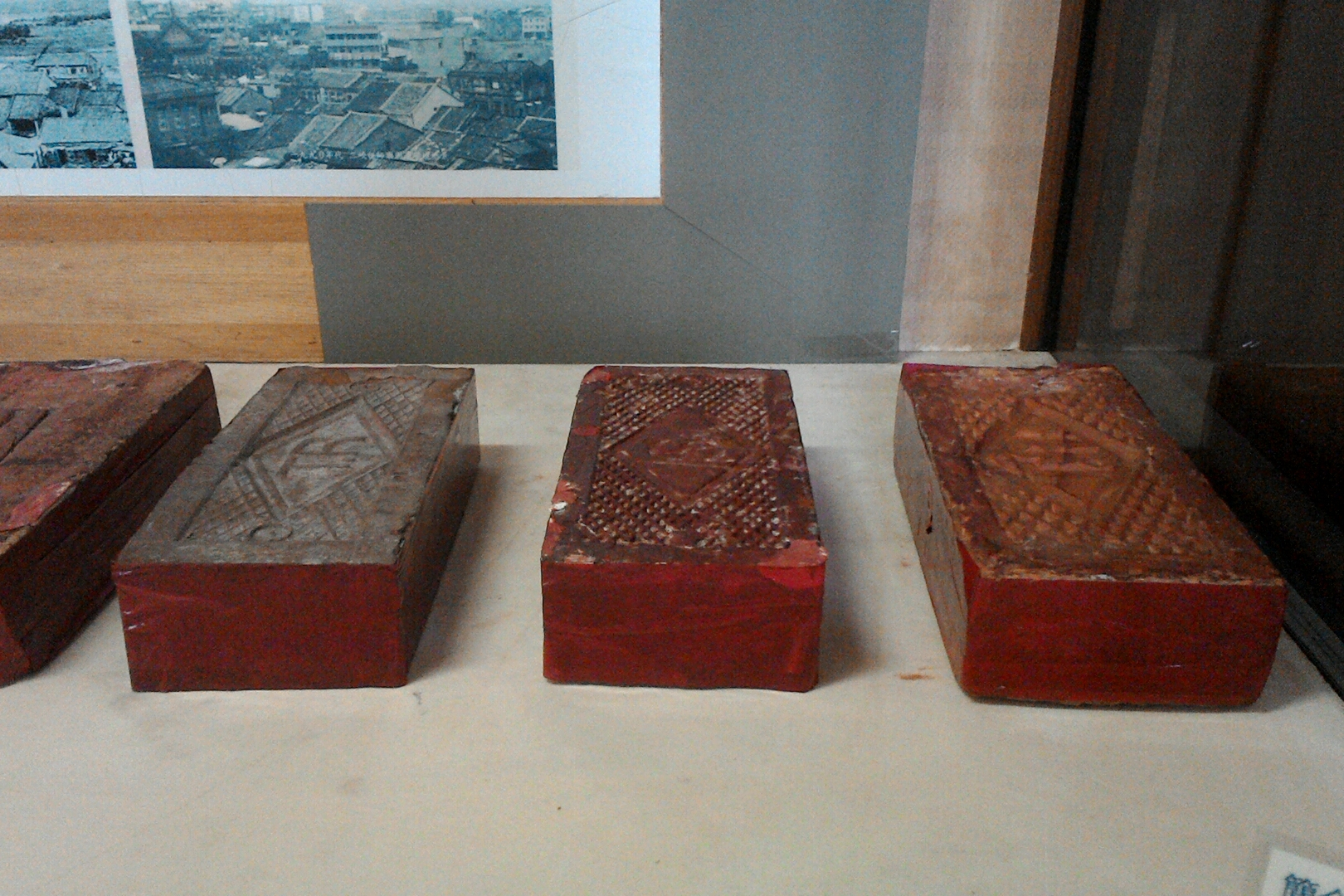
三峽歷史文物館內展示的S磚與TR磚。

砖，通俗叫法為磚頭、磚塊（中國大陸叫板磚，而且是北方方言），在東亞古代稱煉瓦，是一种由泥土燒製的长方体建築部件。磚頭通常呈現灰色或磚紅色，既可以作為墙体的裝飾貼片，也可以成為真正的承重結構，在鮮少發生地震的地區是當地民居、教堂和大學的主要建築材料。
由于磚的制作过程需要消耗大量的時間和原材料，目前在大城市中逐步被混凝土取代，其使用頻率大不如前。在广义上，任何呈长方形的装饰貼片都可以冠上“砖”的名字，比如在廁所和浴室經常使用的瓷砖。

## 材料
最初是用粘土做原料製砖，尤其利用在農業上肥力非常低的紅土，這種紅土磚有很高的堅固性，在人類的各種古代文明中都能發現紅土磚的存在。從20世紀開始，由於工業革命的發展和環保意識的崛起，人们开始用一些新的原料来做不用烧製的工業砖，這些工業磚在製作上明顯比紅土磚簡單，且承重力巨大。工業磚的常見材料有：页岩、粉煤灰、砂、建筑垃圾等，經常配以水泥等凝固劑混合為一。

## 制作工艺

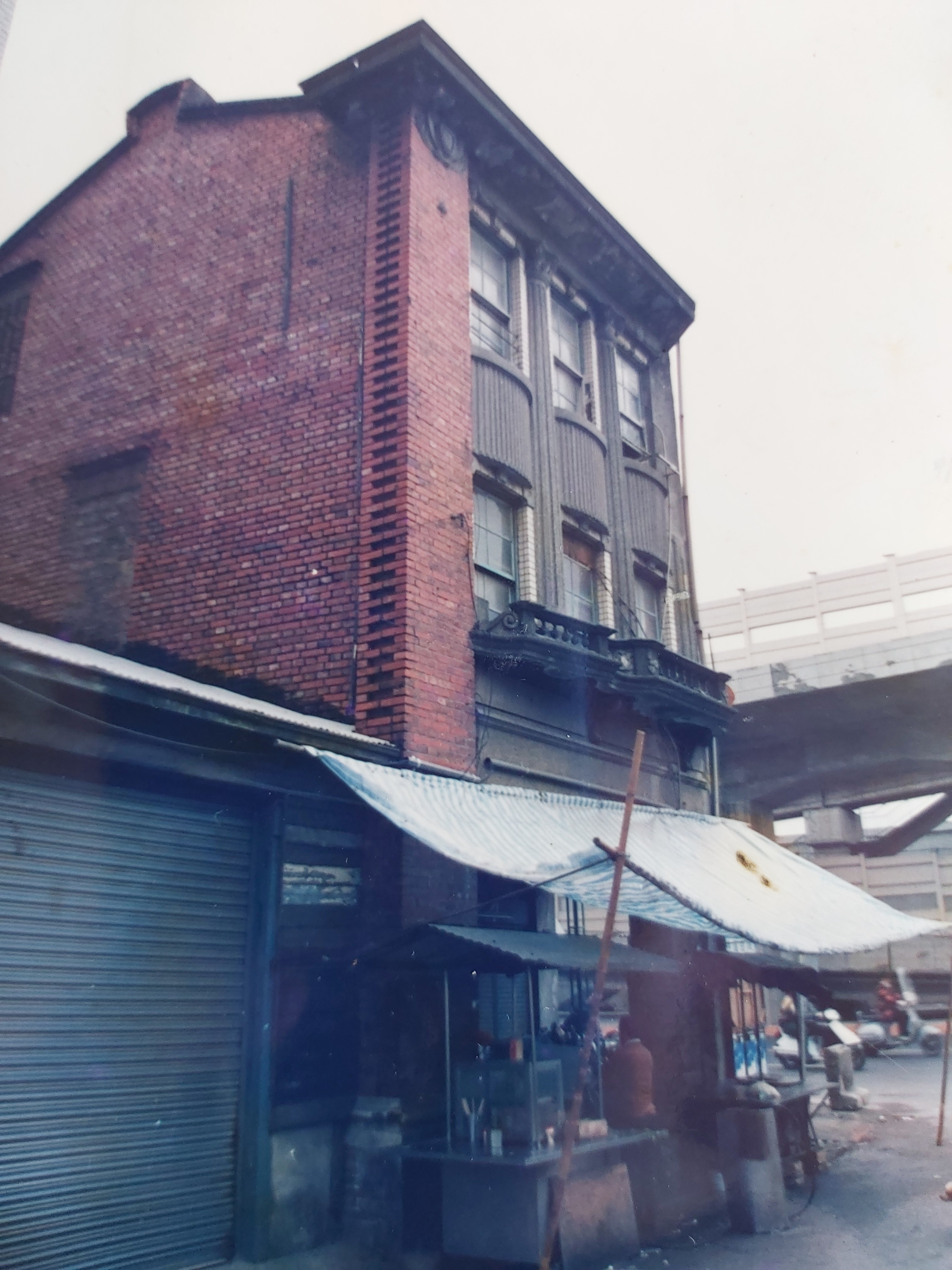
臺灣日治時期的一幢磚造民居

砖的制作材料最早使用石头，称为石砖；后出现由粘土凉晒后而成的泥砖，称为土胚砖；由粘土参合煤炭煅烧的称为粘土砖，用不同工艺，用粘土煅烧的，呈青灰绿色的砖为青砖。
- 石砖， 将石块打磨成长方体即可；
- 泥砖，用一个木制容器，镶入粘土，待粘土形状固定后凉干，或晒干即成为泥砖或稱土墼，建為土墼厝。
- 红砖与青砖的制作工艺相似，将块状粘土进行煅烧，煅烧的场所称为砖窑；通常青磚品質較高，價錢也較貴。

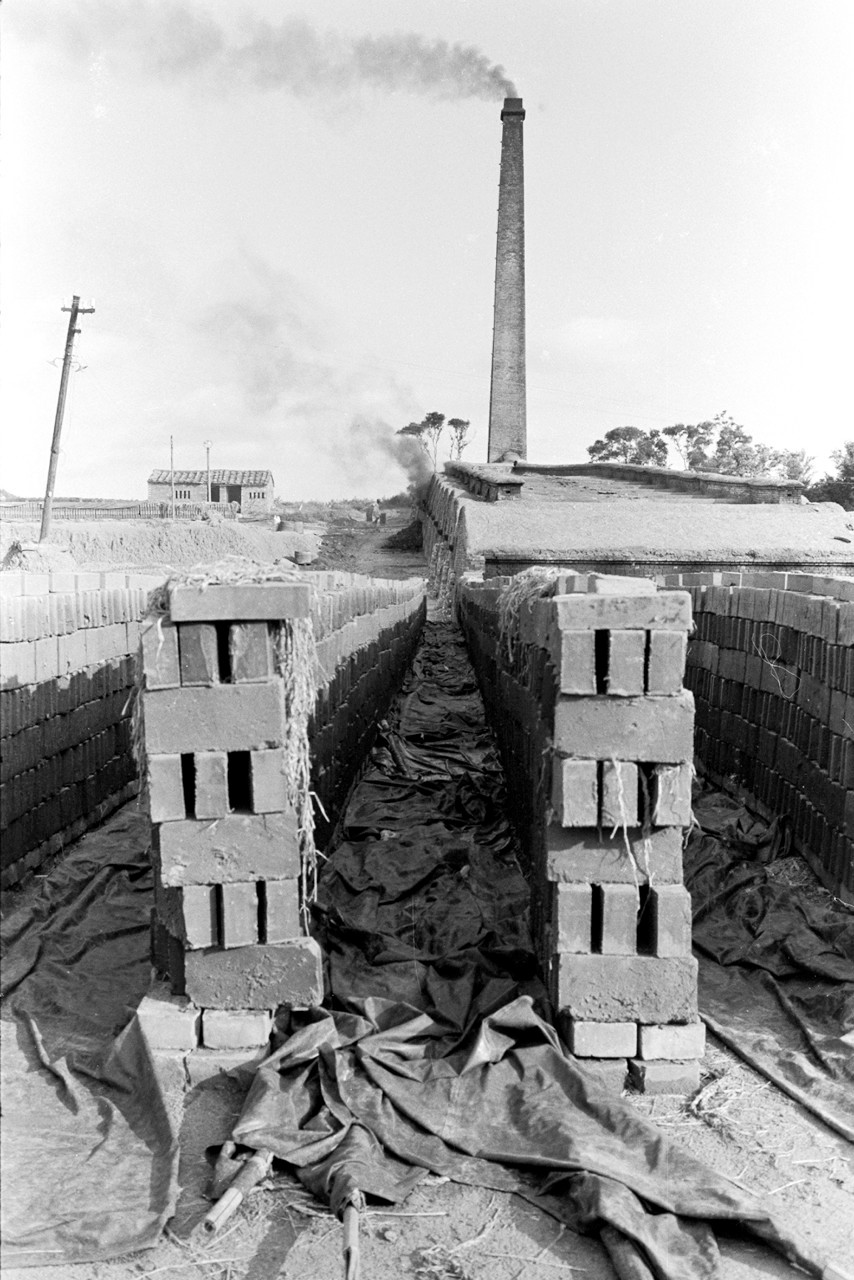
1970年代的製磚工廠
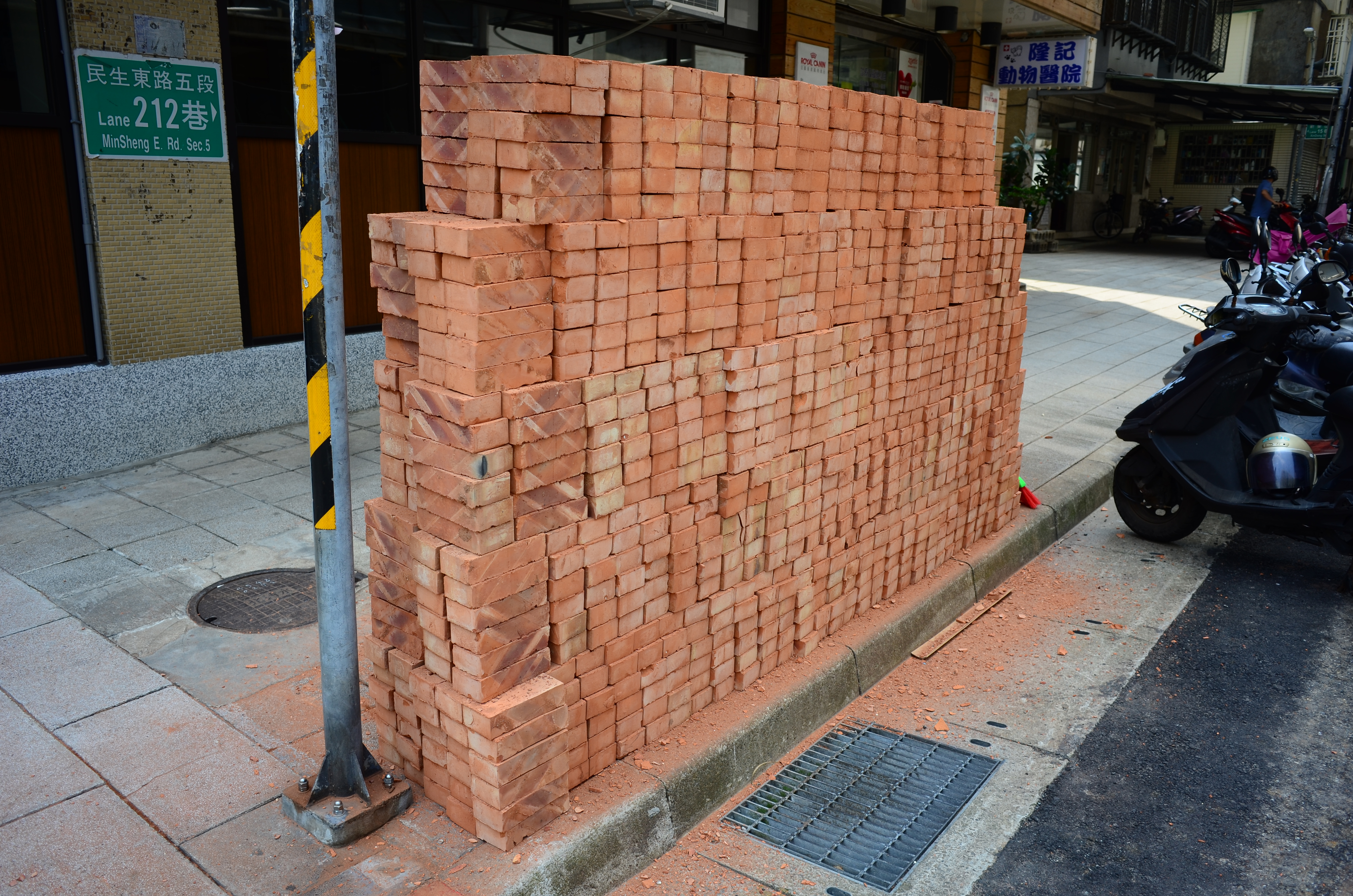
成堆的紅磚

## 砖的砌法

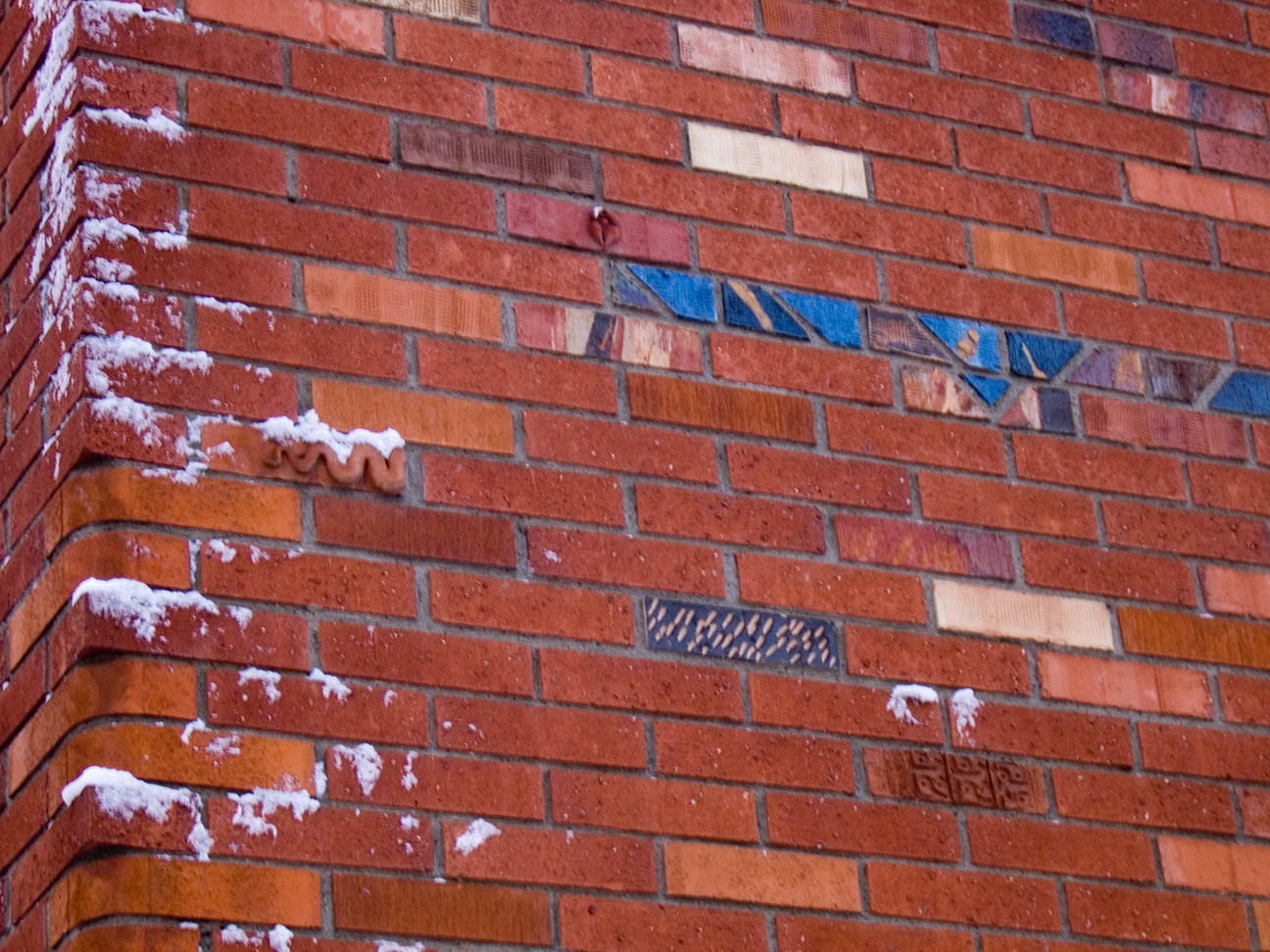
由砖交错砌法砌成的墙

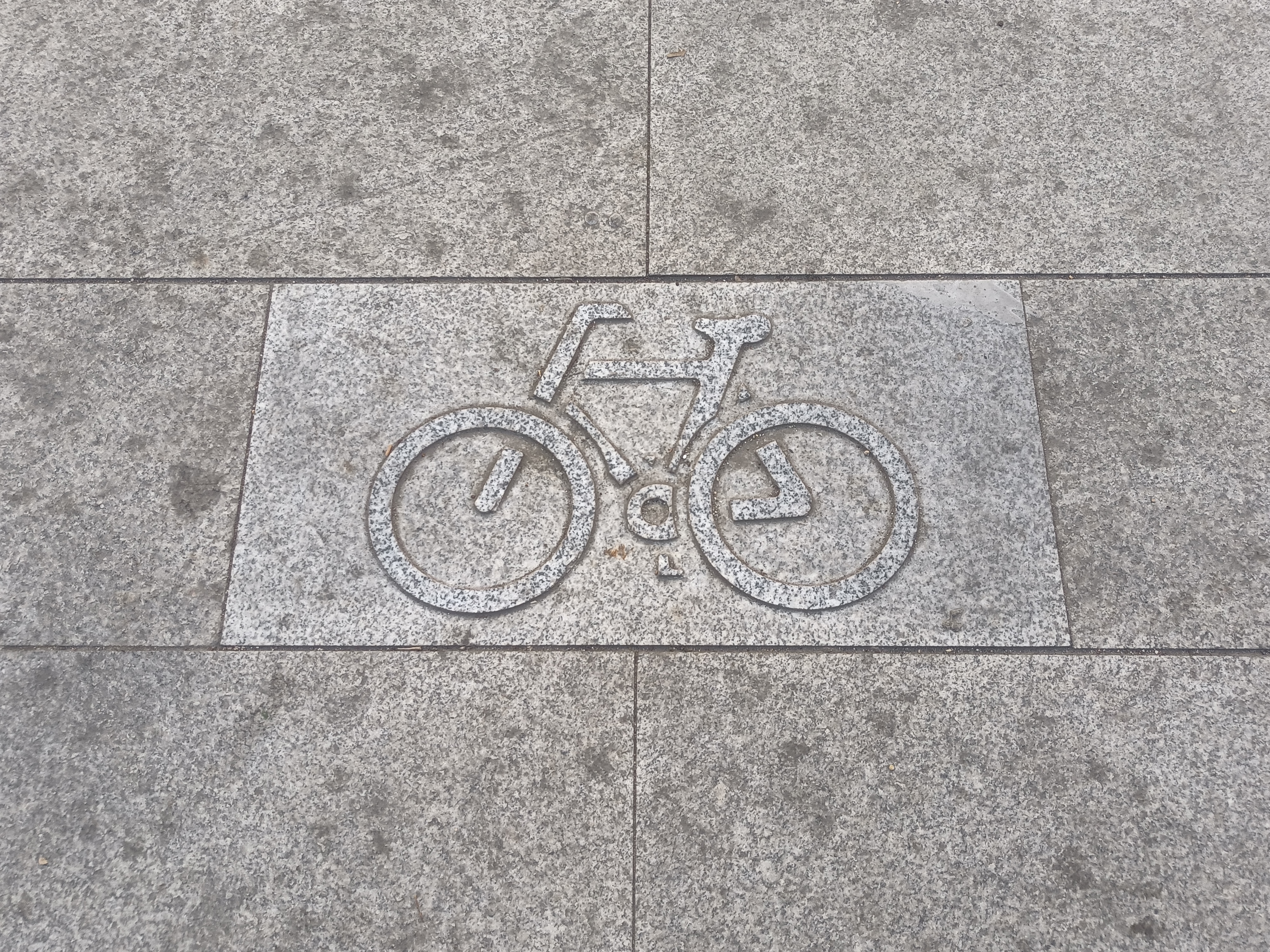
刻有自行车图案的石砖，在單車徑较为常见

由于砖的物理特性是抗压强度远大于抗拉、抗弯和抗剪强度，同时砖又是小块材料，因此必须采用某些特定的砌法。
- 交错砌法。这是砖墙最基本的砌法，尽量保证上下皮砖尽量交错，一般不允许出现上下通缝。
- 顺丁砌法，顺即平行于墙的方向的砖，丁即垂直于墙的方向的砖。
- 叠涩。是用砖通过一层层堆叠向外挑出，或收进。主要用于建筑檐口的出挑。
- 拱。由于砖只抗压，而具有理想曲线的砖拱既不产生弯矩，也不产生剪力，只有轴向压力，很适合砖这种材料的物理特性。砖拱在西方古典建筑中有大量的运用，尤其是教堂，在中国古典建筑中，采用砖拱的建筑又称为无梁殿。

| 国家     | 长(mm) | 宽(mm) | 高(mm) |
| -------- | ------ | ------ | ------ |
| 中国大陆 | 240    | 115    | 53     |
| 美国     | 194    | 92     | 57     |
| 英国     | 215    | 102.5  | 65     |
| 俄罗斯   | 250    | 120    | 65     |
| 德国     | 240    | 115    | 71     |
| 印度     | 228    | 107    | 69     |
| 南非     | 222    | 106    | 73     |
| 日本     | 210    | 100    | 60     |
| 台湾     | 200    | 95     | 53     |
| 澳大利亚 | 230    | 110    | 76     |

## 依用途區分
- 耐火磚，由耐熱陶瓷材料製作的磚，形狀跟普通建築用磚類似，因此常用於建築窯爐和各種熱工設備。
- 導盲磚，引導盲人和視障者安全行走的特殊鋪面，用於人行道、台階和車站月台。
- 隔熱磚，方形扁平狀，於建築物的屋頂平台鋪設，隔熱使用。
- 地磚，方形扁平狀，用於建築物各樓層的地板鋪設。

## 延伸阅读
[在维基数据编辑]
 《欽定古今圖書集成·經濟彙編·考工典·磚部》，出自陈梦雷《古今圖書集成》
- Clay bricks and rooftiles, manufacturing and properties, M.Kornmann and CTTB, Soc. Industrie Minérale edit. Paris (2007) ISBN 2-9517765-6-X